# Степ-аэробика

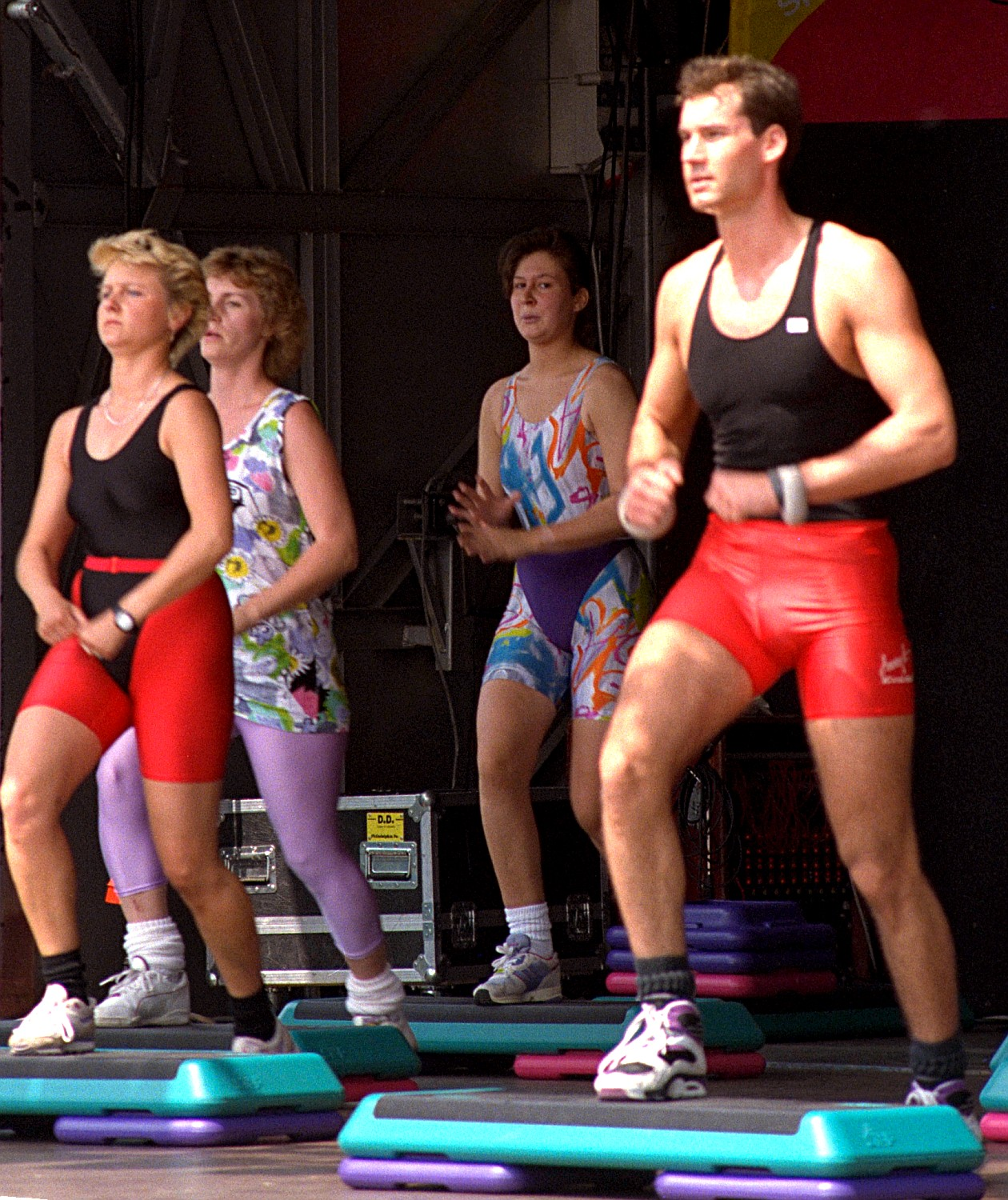
Групповое занятие степ-аэробикой

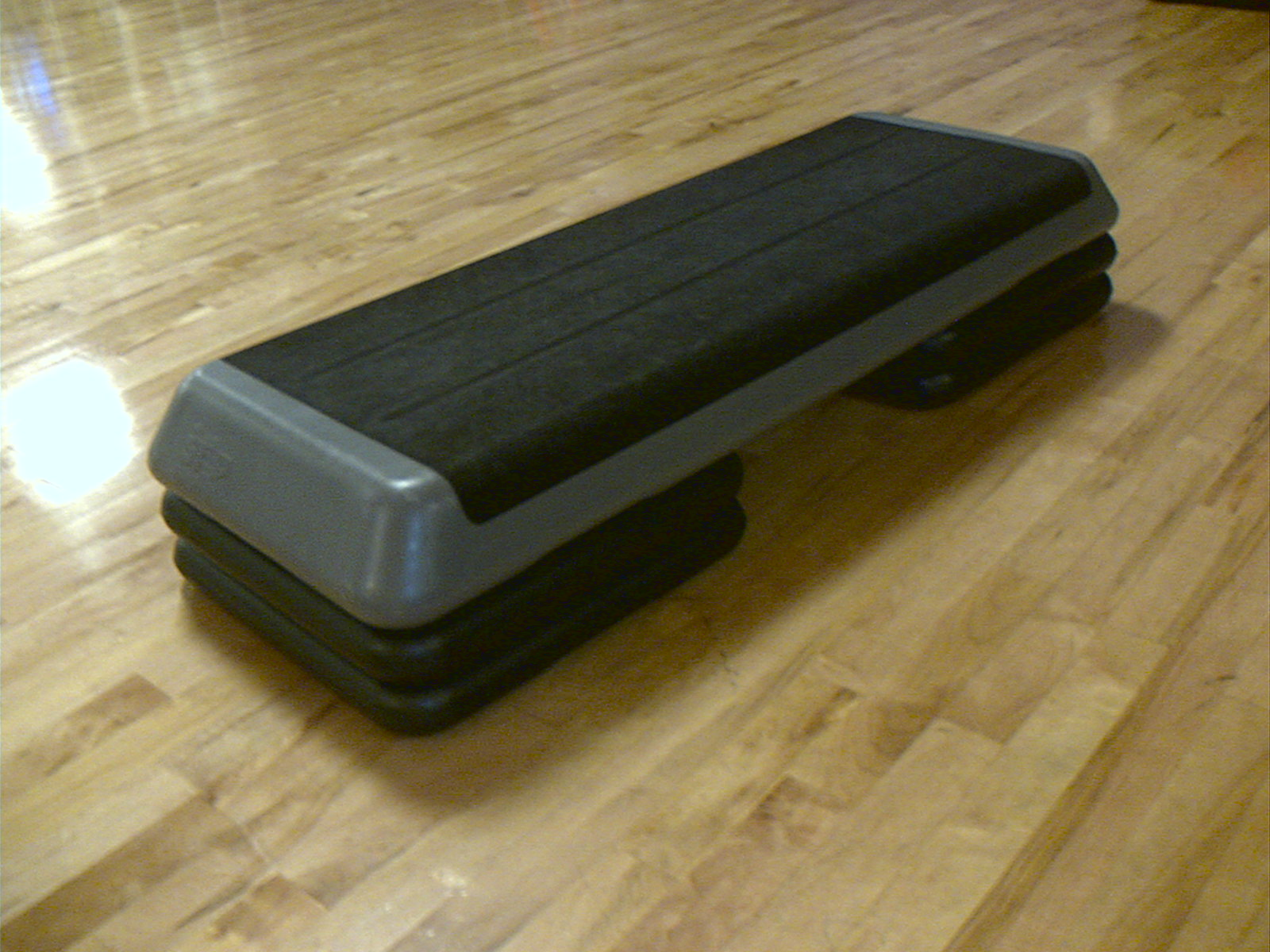
Степ-платформа

Степ-аэробика (от англ. step aerobics) — разновидность аэробики, в которой упражнения исполняются при помощи возвышения, степ-платформы (обычно — «ступень»), высота которой регулируется согласно нуждам занимающегося. Степ-аэробика возникла в 1989 году, благодаря Джин Миллер. Последняя, травмировав колено, по совету врача-ортопеда занялась укреплением мышц ног, ступая на ящик из-под молочных бутылок и сходя с него, в результате чего разработала первый комплекс упражнений.
Движения (шаги) обычно именуют «шагами Reebok», так как данная компания выступила пионером в производстве пластиковых платформ, используемых в спортивных залах. Выделяется 11 основных движений, выполняемых как с переносом массы тела с ноги на ногу, так и без него («топаньем»). Хореография каждого упражнения тесно связана с его тактом, размером, обычно насчитывающим 32 доли. «Базовый шаг» насчитывает 4 доли (исполняется 4 шага), «коленце» — 4 доли, а «повторное коленце» — 8 долей. В идеале упражнение должно заканчиваться под противоположную ногу — так, чтобы его можно было повторить в обратном направлении.
Сложность занятий меняется с ростом квалификации участников. Начинающие обычно последовательно исполняют основные движения, заучивая их, в то время как группы, состоящие из более опытных участников, применяют повороты, «мамбо» и «топанье». Как правило, в ходе занятия заучивается 2—3 комплекса, которые затем исполняются.
Степ-аэробика создана в первую очередь для борьбы с ожирением и стрессом. Регулярные занятия способствуют крепкому сну и улучшают фигуру, придавая ей более стройные очертания.